# Nobody Else
Nobody Else ist das dritte Studioalbum der britischen Band Take That aus dem Jahr 1995. Es war das letzte vor ihrer zwischenzeitlichen Bandauflösung im Jahr 1996.

## Entstehung und Veröffentlichung
Die Erstveröffentlichung von Nobody Else erfolgte am 1. Mai 1995 bei RCA Records. Das Album erschien in seiner Originalausführung als CD mit elf Titeln (Katalognummer: 74321 27909 2). Eine im gleichen Jahr erschienene Version in Japan setzte sich aus 13 Liedern (Katalognummer: BVCP-800), eine in den Vereinigten Staaten bei Arista Records erschienene Version aus zehn Titeln zusammen (Katalognummer: 07822-18800-2). Im November desselben Jahres erschien das Homevideo Nobody Else – The Movie, das die Gruppe während der zehn Londoner Konzerte zeigt. Darüber hinaus enthält es die drei Musikvideos zu den ausgekoppelten Singles. Am 14. November 2006 erschien eine „Expanded Edition“ als Download, drei Tage später als CD, mit 14 Titeln (Katalognummer: 886970 44272).
Mit einer Ausnahme wurden alle Lieder, wie schon bei den vorangegangenen Alben, alleine von Take-That-Mitglied Gary Barlow geschrieben, bei Sure erhielt er Unterstützung durch seine Bandkollegen Mark Owen und Robbie Williams. Die Produktion erfolgte durch verschiedene Produzenten, wobei Barlow auch hier für etwa die Hälfte zuständig zeigte.

## Hintergrund
Bereits beim Erscheinen der Platte wurde die zunehmende Ausnahmestellung von Barlow wahrgenommen, auch die Entfremdung von Robbie Williams, dem eine „wilde“ Rolle auslebenden Mitglied der Gruppe, wurde von seinen Bandkollegen bemerkt. Nach der Veröffentlichung im Mai und der Trennung von Robbie Williams am 17. Juli 1995 begab sich die Gruppe als Quartett dennoch auf die angekündigte, vorfinanzierte und ausverkaufte Welttournee und spielte unter anderem in Großbritannien (12 aufeinanderfolgende Konzerte in Manchester, 10 in London), Indonesien (Jakarta), Australien (Adelaide, Melbourne, Sydney, Brisbane, Perth), Thailand (2× Bangkok), Singapur (Kallang) und Japan (2× Tokio). Robbie Williams’ Ausstieg und die Befürchtung eines möglichen Ende der Gruppe im Anschluss an die Nobody-Else-Tour führte damals bei vielen Anhängern der Band zu existenziellen Krisen, die vermehrt in Suizidgefährdung mündeten. In einigen Ländern wurden daraufhin eigens Seelsorgetelefone eingerichtet, an die sich die zumeist weiblichen jungen Fans wenden konnten. In Berlin liefen dort Anrufe aus verschiedensten Ländern zusammen. Mehrere Wochen lang wendeten sich Tausende verstörte Jugendliche an die Mitarbeiter, die Hotline wurde zum Selbstläufer und das Helferteam konnte dem Ansturm irgendwann nicht mehr standhalten. Die Berliner Jugendverwaltung lancierte dann eine falsche Pressemeldung, dass es keine Anrufe mehr gäbe, und stellte die Hotline ein. Die Tournee blieb trotz Williams Ausstieg und dem Angebot der Ticketrücknahme ausverkauft und verschonte die Boyband so vor einem plötzlichen Bankrott unmittelbar vor ihrer Auflösung.

## Stil
Nobody Else war auf den veränderten Musikgeschmack in Großbritannien ausgerichtet, da sich Take That nun der Konkurrenz von Oasis, Blur und anderen Britpop-Künstlern gegenübersahen.

## Titelliste

### Original (1995)
| Nr.          | Titel                  | Autor(en)                               | Hauptstimme                  | Länge |
| ------------ | ---------------------- | --------------------------------------- | ---------------------------- | ----- |
| 1.           | Sure                   | Gary Barlow, Mark Owen, Robbie Williams | Gary Barlow                  | 3:42  |
| 2.           | Back for Good          | Gary Barlow                             | Gary Barlow                  | 4:02  |
| 3.           | Every Guy              | Gary Barlow                             | Gary Barlow, Robbie Williams | 3:59  |
| 4.           | Sunday to Saturday     | Gary Barlow, Howard Donald, Mark Owen   | Gary Barlow                  | 5:03  |
| 5.           | Nobody Else            | Gary Barlow                             | Gary Barlow                  | 5:48  |
| 6.           | Never Forget           | Gary Barlow                             | Howard Donald                | 5:12  |
| 7.           | Hanging Onto Your Love | Gary Barlow, David Morales              | Gary Barlow                  | 4:09  |
| 8.           | Holding Back the Tears | Gary Barlow                             | Gary Barlow                  | 5:29  |
| 9.           | Hate It                | Gary Barlow                             | Gary Barlow, Robbie Williams | 3:41  |
| 10.          | Lady Tonight           | Gary Barlow                             | Gary Barlow, Robbie Williams | 4:37  |
| 11.          | The Day After Tomorrow | Gary Barlow                             | Mark Owen                    | 4:53  |
| Gesamtlänge: | Gesamtlänge:           | Gesamtlänge:                            | Gesamtlänge:                 | 50:35 |

### Japan-Edition (1995)
| Nr.          | Titel                                | Autor(en)    | Hauptstimme  | Länge    |
| ------------ | ------------------------------------ | ------------ | ------------ | -------- |
| 12.          | All That Matters to Me               | Gary Barlow  | Gary Barlow  | 5:26     |
| 13.          | Back for Good (Instrumental-Version) | Gary Barlow  | –            | 4:03     |
| Gesamtlänge: | Gesamtlänge:                         | Gesamtlänge: | Gesamtlänge: | 01:00:04 |

### Expanded Edition (2006)
| Nr.          | Titel                     | Autor(en)                               | Hauptstimme                  | Länge    |
| ------------ | ------------------------- | --------------------------------------- | ---------------------------- | -------- |
| 12.          | Sure (Full-Pressure-Mix)  | Gary Barlow, Mark Owen, Robbie Williams | Gary Barlow                  | 5:38     |
| 13.          | Back for Good (Urban-Mix) | Gary Barlow                             | Gary Barlow                  | 4:01     |
| 14.          | Every Guy (Live-Version)  | Gary Barlow                             | Gary Barlow, Robbie Williams | 5:34     |
| Gesamtlänge: | Gesamtlänge:              | Gesamtlänge:                            | Gesamtlänge:                 | 01:05:53 |

### US-Edition (1995)
| Nr.          | Titel                   | Autor(en)                               | Hauptstimme                  | Länge |
| ------------ | ----------------------- | --------------------------------------- | ---------------------------- | ----- |
| 1.           | Sure                    | Gary Barlow, Mark Owen, Robbie Williams | Gary Barlow                  | 3:42  |
| 2.           | Back for Good           | Gary Barlow                             | Gary Barlow                  | 4:02  |
| 3.           | Babe (Return-Remix)     | Gary Barlow                             | Mark Owen                    | 4:55  |
| 4.           | Pray                    | Gary Barlow                             | Gary Barlow                  | 3:43  |
| 5.           | Nobody Else             | Gary Barlow                             | Gary Barlow                  | 5:48  |
| 6.           | Never Forget            | Gary Barlow                             | Howard Donald                | 5:12  |
| 7.           | Holding Back the Tears  | Gary Barlow                             | Gary Barlow                  | 5:29  |
| 8.           | Every Guy               | Gary Barlow                             | Gary Barlow, Robbie Williams | 3:59  |
| 9.           | Love Ain’t Here Anymore | Gary Barlow                             | Gary Barlow                  | 4:04  |
| 10.          | The Day After Tomorrow  | Gary Barlow                             | Mark Owen                    | 4:53  |
| Gesamtlänge: | Gesamtlänge:            | Gesamtlänge:                            | Gesamtlänge:                 | 45:47 |

## Singleauskopplungen
| Jahr | Titel         | Höchstplatzierung, Gesamtwochen, AuszeichnungChartplatzierungen (Jahr, Titel, , Platzierungen, Wochen, Auszeichnungen, Anmerkungen) | Höchstplatzierung, Gesamtwochen, AuszeichnungChartplatzierungen (Jahr, Titel, , Platzierungen, Wochen, Auszeichnungen, Anmerkungen) | Höchstplatzierung, Gesamtwochen, AuszeichnungChartplatzierungen (Jahr, Titel, , Platzierungen, Wochen, Auszeichnungen, Anmerkungen) | Höchstplatzierung, Gesamtwochen, AuszeichnungChartplatzierungen (Jahr, Titel, , Platzierungen, Wochen, Auszeichnungen, Anmerkungen) | Höchstplatzierung, Gesamtwochen, AuszeichnungChartplatzierungen (Jahr, Titel, , Platzierungen, Wochen, Auszeichnungen, Anmerkungen) | Anmerkungen                           |
| Jahr | Titel         | DE | AT | CH | UK | US | Anmerkungen                           |
| ---- | ------------- | --- | --- | --- | --- | --- | ------------------------------------- |
| 1994 | Sure          | DE24 (16 Wo.)DE | — | CH24 (11 Wo.)CH | UK1 Silber · (15 Wo.)UK | — | Erstveröffentlichung: 3. Oktober 1994 |
| 1995 | Back for Good | DE1 Gold · (31 Wo.)DE | AT3 Gold · (16 Wo.)AT | CH2 (29 Wo.)CH | UK1 ×2Doppelplatin · (18 Wo.)UK | US7 (30 Wo.)US | Erstveröffentlichung: 27. März 1995   |
| 1995 | Never Forget  | DE10 (16 Wo.)DE | AT17 (9 Wo.)AT | CH6 (14 Wo.)CH | UK1 Platin · (19 Wo.)UK | — | Erstveröffentlichung: 24. Juli 1995   |

## Rezeption
Mit Back for Good schafften Gary Barlow und Take That dauerhaft den bereits mit Babe (1993) versuchten Imagewechsel durch „erwachsenere“ Themen und Musikvideos. Für das Musikvideo zu Babe hatten sie erstmals dramatisch-filmische Elemente genutzt, um die im Lied erzählte Geschichte zu inszenieren. Back for Good zeigt die fünf Sänger nachdenklich in schwarz-weiß und sehr zurückgenommenem Ambiente – an einem einsamen, nass-kalt verregneten Parkplatz mit zwei Oldtimern. Hierbei wurde vielfach mit Zeitlupen und mit nur wenigen Szenenwechseln gearbeitet. Back for Good führte zusammen mit ihrem neuen, ernsthafteren Auftreten auch erstmals zu Erfolg in den Adult-Contemporary-Charts der Vereinigten Staaten. Die Ballade wurde dort zum Billboard International Hit of the Year gekrönt und brachte der Band außerdem eine Reihe bedeutender Musikpreise ein: Barlows dritter Ivor Novello Award besiegelte seinen Status als ernstzunehmender Komponist und sicherte ihm eine Songwriter-Karriere außerhalb der Band. Mit dem BRIT Award für die beste Single erhielt die Band außerdem die wichtigste musikbezogene Auszeichnung ihres Heimatlandes. Mit 1,2 Millionen verkauften Exemplaren allein im Vereinigten Königreich (Stand 2017) handelt es sich um die bislang erfolgreichste Boyband-Single aller Zeiten. Der durch das Album erfolgreich begonnene Imagewechsel trug dazu bei, dass sich Take That zehn Jahre nach ihrer Auflösung erfolgreicher denn je wiedervereinigen, dem Boyband-Stigma endgültig entkommen und sich als Band neu erfinden konnten.
Da Take That mit Back for Good nach fünf Jahren Weltkarriere erstmals auch den US-amerikanischen Markt erfolgreich in Angriff nahmen, enthielt die dort veröffentlichte Version des Albums zu einem Drittel Singles des vorangegangenen Albums Everything Changes. Auf Allmusic vergab Bryan Buss für die US-Version des Albums vier von fünf Sternen, merkte aber an, es fehle der Boygroup stark an Selbstvertrauen und Stil im Vergleich zu ihrer US-amerikanischen Konkurrenz. Den Großteil des Albums bezeichnete als einschläfernd und bemängelte den „lachhaft“ wirkenden Text von Love Ain’t Here Anymore (in Europa die sechste und letzte Singleveröffentlichung aus Everything Changes). Nur wenige Songs (darunter Back for Good und Babe, denen er besondere musikalische Güte und „überraschend gewagte“ Texte zuschreibt) ragten wirklich aus dem Album heraus. Teen Pop müsse nicht immer Kunst, aber zumindest gut gemacht sein und „etwas Biss“ haben. Das übrige Album biete beides nicht.
Der Titel Back for Good wurde unter anderem mit einem BRIT Award sowie dem Ivor Novello Award ausgezeichnet.

## Kommerzieller Erfolg

### Chartplatzierungen
Nobody Else avancierte zum Nummer-eins-Album in Belgien-Flandern, Deutschland, den Niederlanden, Österreich, der Schweiz, dem Vereinigten Königreich.
| ChartsChartplatzierungen       | Höchstplatzierung | Wochen |
| ------------------------------ | ----------------- | ------ |
| Deutschland (GfK)              | 1 (28 Wo.)        | 28     |
| Österreich (Ö3)                | 1 (20 Wo.)        | 20     |
| Schweiz (IFPI)                 | 1 (22 Wo.)        | 22     |
| Vereinigte Staaten (Billboard) | 69 (19 Wo.)       | 19     |
| Vereinigtes Königreich (OCC)   | 1 (45 Wo.)        | 45     |

| ChartsJahrescharts (1995)    | Platzierung |
| ---------------------------- | ----------- |
| Deutschland (GfK)            | 14          |
| Österreich (Ö3)              | 21          |
| Schweiz (IFPI)               | 16          |
| Vereinigtes Königreich (OCC) | 17          |

### Auszeichnungen für Musikverkäufe
Das Album verkaufte sich laut Quellen weltweit über sechs Millionen Mal, davon sind über 2,2 Millionen mit Schallplattenauszeichnungen belegt. Laut Barlow soll es bereits in den ersten drei Tagen 600.000 Exemplare abgesetzt haben.
| Land/Region                  | Auszeichnungen für Musikverkäufe (Land/Region, Auszeichnung, Verkäufe) | Verkäufe  |
| ---------------------------- | ---------------------------------------------------------------------- | --------- |
| Australien (ARIA)            | Gold                                                                   | 35.000    |
| Belgien (BRMA)               | Gold                                                                   | (25.000)  |
| Deutschland (BVMI)           | Gold                                                                   | (250.000) |
| Europa (IFPI)                | 2× Platin                                                              | 2.000.000 |
| Japan (RIAJ)                 | Gold                                                                   | 100.000   |
| Kanada (MC)                  | Platin                                                                 | 100.000   |
| Niederlande (NVPI)           | Gold                                                                   | (50.000)  |
| Österreich (IFPI)            | Gold                                                                   | (25.000)  |
| Schweden (IFPI)              | Gold                                                                   | (50.000)  |
| Schweiz (IFPI)               | Gold                                                                   | (25.000)  |
| Spanien (Promusicae)         | Gold                                                                   | (50.000)  |
| Vereinigtes Königreich (BPI) | 2× Platin                                                              | (600.000) |
| Insgesamt                    | 9× Gold · 5× Platin ·                                                  | 2.235.000 |